# Marinus van der Goes van Naters
Marinus van der Goes van Naters (Nimega, 21 dicembre 1900 – Wassenaar, 12 febbraio 2005) è stato un politico olandese.
Fu membro della Camera dei Rappresentanti dei Paesi Bassi dal 1937 al 1967 e deputato dello SDAP e poi del Partito del Lavoro.
Dal 1940 al 1944 fu prigioniero dei Tedeschi in vari campi di concentramento, tra cui Buchenwald.
Nella metà degli anni 1950 collaborò con il Consiglio d'Europa per questioni riguardanti lo sfruttamento delle miniere della regione della Saar.